# Ludwig Hevesi
Ludwig (Lajos) Hevesi, född 20 december 1843 i Heves, död 17 februari 1910 i Wien, var en ungersk författare. 
Hevesi studerade filologi och medicin i Wien, inträdde 1866 i redaktionen av "Pester Lloyd", uppsatte skämttidningen "Borsszem Jankó" och övertog 1885 redaktionen av "Fremdenblatt" i Wien, där han särskilt gjorde sig bemärkt som konstkritiker. Han avslutade sitt liv med självmord.
Hevesi skrev dels på ungerska, dels på tyska. Av hans arbeten på det förra språket blev Karczképek (1876), som innehåller skildringar från Budapest, mycket populärt; av hans tyska verk vann flera humoristiska reseskildringar och noveller (Des Schneidergesellen Andreas Jelky Abenteuer in vier Welttheilen, 1875, Die Althofleute, 1897), en talrik läsekrets. Dessutom författade han biografiska arbeten och en konsthistoria, Österreichische Kunst im 19. Jahrhundert (1903).

## Fotnoter
1. 1 2  Internet Speculative Fiction Database, ISFDB författar-ID: 139251, läst: 9 oktober 2017.[källa från Wikidata]
2. ↑  Gemeinsame Normdatei, läst: 11 december 2014.[källa från Wikidata]
3. ↑  Gemeinsame Normdatei, läst: 30 december 2014.[källa från Wikidata]
4. ↑  Charles Dudley Warner (red.), Library of the World's Best Literature, 1897, läs online.[källa från Wikidata]